# Contorsionisme

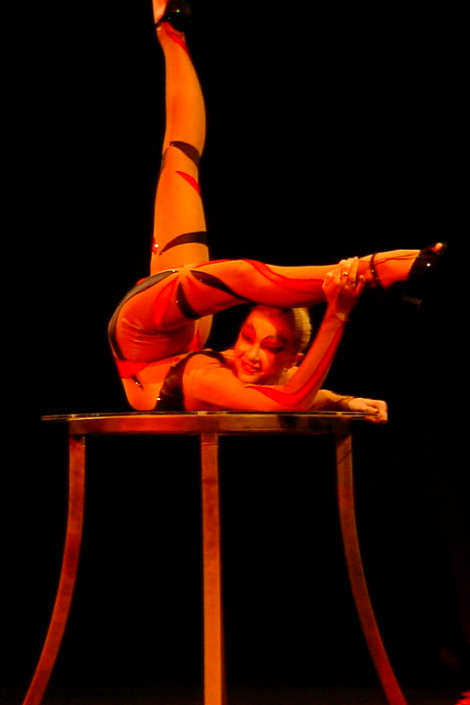
Contorsionista actuant

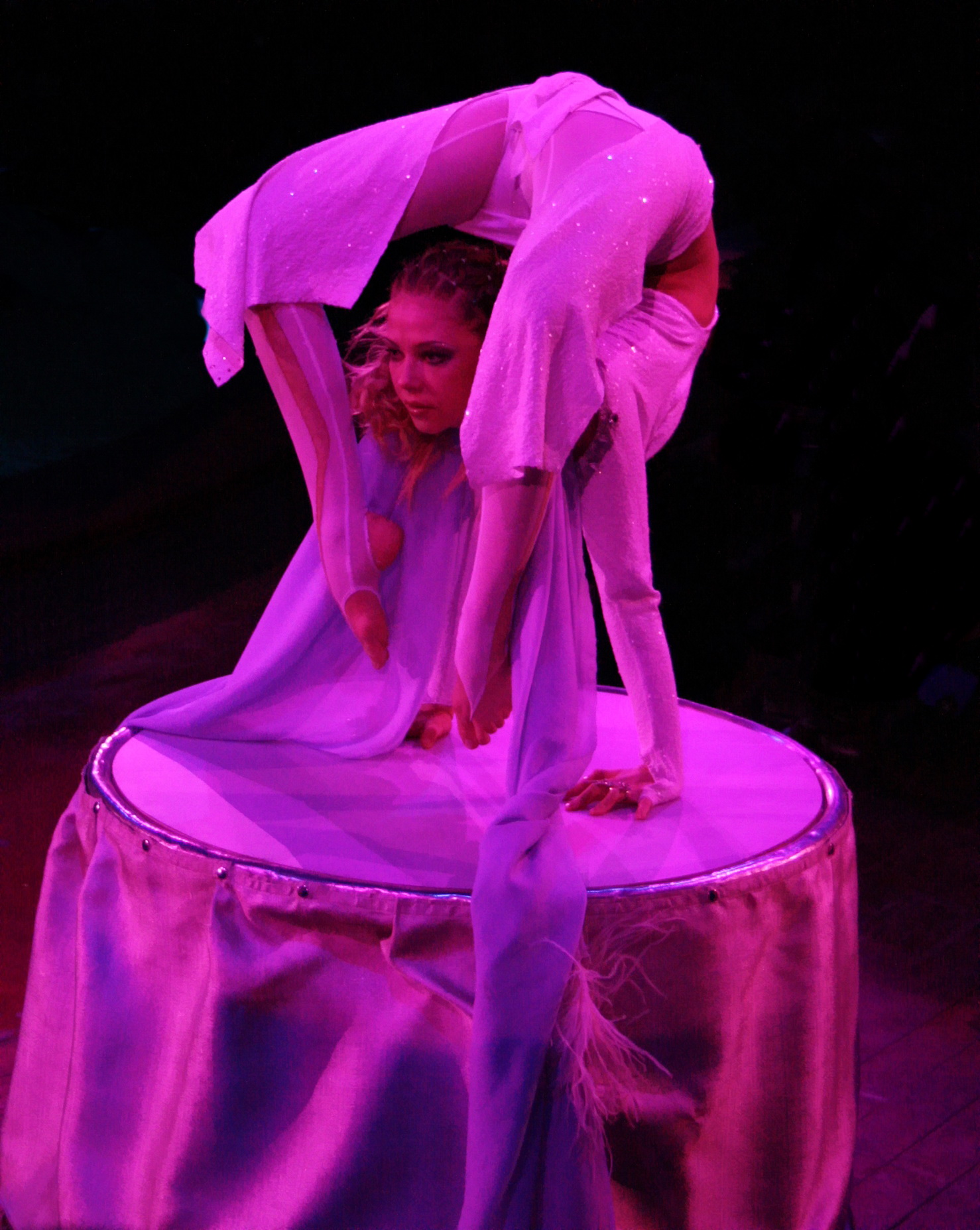
La contorsionista Maria Efremkina actuant el 2010.

El contorsionisme és un art escènic en què els intèrprets anomenats contorsionistes mostren les seves habilitats d'extrema flexibilitat física. Els actes de contorsió sovint acompanyen acrobàcies, presentant-se en circs, actuacions de carrer i altres arts escèniques en directe. Normalment es realitzen davant d'un públic en directe. Un acte mostrarà un o més artistes realitzant un conjunt coreografiat de moviments o posicions, sovint amb música, que requereixen una flexibilitat extrema. La flexibilitat física necessària per dur a terme aquests actes supera àmpliament la de la població general. Són les gestes dramàtiques d'una flexibilitat aparentment inhumana les que captiven el públic.

## Riscos
Una publicació mèdica del 2008 suggereix que el dany a llarg termini a la columna vertebral, anomenat escoliosi, que és comuna en els professionals de la contorsió a llarg termini. Un estudi utilitzant imatge per ressonància magnètica (RM) de l'esquena de cinc contorsionistes, va mostrar presència de vèrtebra amb limbe, protuberància del disc intervertebral i degeneració discal. Tres dels cinc practicants també referien mal d'esquena.